# Édouard Molinaro
Édouard Molinaro (Burdeos, 13 de mayo de 1928 - París, 7 de diciembre de 2013) fue un director de cine y guionista francés, conocido por sus comedias cinematográficas donde trabajó con grandes estrellas: Louis de Funès, Jacques Brel, Claude Jade, Christopher Lee, Pierre Richard, entre otros.
Su mayor éxito llegó en 1978 con la película Vicios pequeños (La cage aux folles) protagonizada por Michel Serrault y Ugo Tognazzi. Molinaro fue nominado a la mejor dirección y al mejor guion adaptado por la película Vicios pequeños en los Premios Óscar de 1979. En 1980, Vicios pequeños ganó el Globo de Oro a la mejor película en lengua no inglesa.
En 1996 fue galardonado con el Premio René Clair de la Academia Francesa por su excelente trayectoria cinematográfica.
Falleció de una insuficiencia pulmonar en París el 7 de diciembre de 2013 a los 85 años.

## Filmografía (como director)

### Cine
- 1958: Le dos au mur
- 1959: Des femmes disparaissent
- 1959: Un témoin dans la ville
- 1960: Une fille pour l'été
- 1961: La mort de Belle
- 1962: Les ennemis
- 1962: Les sept péchés capitaux
- 1962: Arsène Lupin contre Arsène Lupin
- 1964: Une ravissante idiote
- 1964: Chasse a l'homme
- 1965: Quand passent les faisans
- 1967: Peau d'espion
- 1967: Oscar (Una maleta, dos maletas, tres maletas)
- 1969: Hibernatus
- 1969: Mi tío Benjamin
- 1970: La liberté en groupe
- 1971: Les aveux les plus doux
- 1972: La mandarine
- 1973: Le gang d'otages ou le tout pour le tout
- 1973: L'emmerdeur con Jacques Brel
- 1974: L'ironie du sort
- 1975: Le telephone rose
- 1976: Drácula, padre e hijo
- 1977: L'homme pressé
- 1978: Vicios pequeños
- 1979: Cause toujours... tu m'intéresses!
- 1980: Les seducteurs
- 1980: La jaula de las locas (Vicios pequeños 2)
- 1982: Pour 100 briques t'as plus rien maintenant
- 1984: Tu manera de ser
- 1985: Palace
- 1985: L'amour en douce
- 1988: À gauche en sortant de l'ascenseur
- 1992: Le souper
- 1996: Beaumarchais, el insolente

### Televisión
- 1979: La pitié dangereuse
- 1981: Au bon beurre
- 1983: La veuve rouge
- 1986: Le tiroir secret
- 1986: Un métier du seigneur
- 1988: La ruelle au clair de lune
- 1989: Manon Roland
- 1989: Les grandes familles
- 1991: L'amour maudit de Leisenbohg
- 1992: La femme abandonnée
- 1995: Ce que savait Maisie
- 1999: Nora
- 1999: Tombé du nid
- 2001: Nana
- 2003: Un homme par hasard
- 2005: Une famille pas comme les autres

## Premios y reconocimientos
Premios Óscar
| Año  | Categoría            | Trabajo nominado | Resultado |
| ---- | -------------------- | ---------------- | --------- |
| 1980 | Mejor director       | Vicios pequeños  | Nominado  |
| 1980 | Mejor guion adaptado | Vicios pequeños  | Nominado  |